# Archotoma lameerei
Archotoma lameerei là một loài bọ cánh cứng trong họ Cerambycidae.